# 仪征鼓楼
仪征鼓楼，位于江苏省扬州市仪征市真州镇中心国庆路（古称小市街-卫市街-大市街）、鼓楼街交汇的广场中心，城河北岸，南对鼓楼桥，是中华人民共和国江苏省文物保护单位之一。

## 历史
北宋乾德二年（964），在地处运河入江口的扬子县迎銮镇（唐代名为白沙镇）设置建安军，扬子县治亦迁至军城，为附郭县。大中祥符六年（1013），建安军又升格为真州。朝廷在此设置“江淮六路发运司”“榷货务”“卖钞库”等管理漕运、盐运的机构，同时筑建安军军城，城池建有四门，其中南门“宁江门”。明初真州知州营世宝主持建设新的南城墙和南门，拆除北宋南城墙，这时北宋州城的南门（宁江门）已经位于市中心。明成化二十三年丁未（1487），由知县陈吉在宁江门旧址上新建鼓楼，七月开工，弘治元年戊申（1488年）三月竣工。
太平天国战争中，仪征全城被毁，仅宝塔和鼓楼尚存。2000年9月鼓楼大修。

## 建筑
仪征鼓楼坐北朝南，台基高6米，面阔26.8米，楼高9米，面阔三间8.2米，重檐歇山顶，建筑面积174.67平方米。

## 保护
2002年10月22日，仪征鼓楼公布为第五批江苏省文物保护单位，古建筑类，编号446。
2007年，鼓楼西南城河北岸新塑盐运码头群像雕塑。